# Albizia julibrissin
Albizia julibrissin é uma espécie de plantas com flor da subfamília Mimosoideae da família Fabaceae, conhecida pelos nomes comuns de árvore-da-seda ou acácia-de-constantinopla.